# Gahino
Gahino är ett vattendrag i Burundi.   Det ligger i provinsen Mwaro, i den centrala delen av landet, 50 kilometer öster om huvudstaden Bujumbura.
Omgivningarna runt Gahino är en mosaik av jordbruksmark och naturlig växtlighet. Runt Gahino är det tätbefolkat, med 383 invånare per kvadratkilometer.